# بعثة تيرا نوفا
بعثة تيرا نوفا وتُعرف رسميًا البعثة البريطانية إلى القطب الجنوبي، هي رحلةٌ استكشافيةٌ إلى القارة القطبية الجنوبية بين عامي 1910 و 1913 قادها الكابتن روبرت فالكون سكوت، وكان لها أهدافٌ علميّةٌ وجغرافيّةٌ مختلفةٌ. تمنّى سكوت مواصلة الأعمال العلمية التي كان قد بدأها عندما قاد بعثة الاستكشاف البريطانية في الفترة من 1901 إلى 1904، وأراد أن يكون أول من يصل إلى القطب الجنوبي. وصل سكوت هو وأربعة من رفاقه إلى القطب في 17 يناير 1912، حيث وجدوا أن الفريق النرويجي بقيادة رولد أموندسن سبقهم بـ 34 يومًا. توفي جميع أفراد فريق سكوت الخمسة في رحلة العودة من القطب؛ وعثر فريق بحثٍ على بعض جثثهم ومجلاتهم وصورهم بعد ثمانية أشهر.
كانت البعثة، التي سُمّيت على اسم سفينة الإمدادات الخاصة بها، مشروعًا خاصًا جرى تمويله من مساهمات العامة بالإضافة إلى منحة حكومية. وقد حظيت بدعمٍ إضافيٍّ من الأميرالية البريطانية، التي أرسلت بحارةً ذوي خبرةٍ للبعثة، ومن الجمعية الجغرافية الملكية. نفّذ فريق العلماء التابع للبعثة برنامجًا علميًا شاملًا، بينما قامت الفرق الأخرى باستكشاف أرض فيكتوريا والجبال الغربية، ولم تنجح محاولة النزول على أرض الملك إدوارد السابع لاستكشافها، كانت الرحلة إلى كيب كروزير في يونيو ويوليو 1911 أول رحلة تزلجٍ تمتد في أعماق شتاء القطب الجنوبي.
ظلّ سكوت محتفظًا بمكانته بطلًا تراجيديًّا بلا منازعٍ لسنوات عديدة بعد وفاته، وأثيرت بعض الأسئلة حول أسباب الكارثة التي قضت على فريقه القطبي. في الربع الأخير من القرن العشرين، خضعت البعثة لفحصٍ دقيقٍ، وكان هناك آراءٌ كثيرةٌ انتقدت تنظيم البعثة وإدارتها، وبقيت شخصية سكوت مثار جدلٍ بين المعلقين.

## الاستعدادات

### الخلفية
بعد عودة سفينة الأبحاث الملكية ديسكفري من القطب الجنوبي في عام 1904، استأنف الكابتن روبرت فالكون سكوت أخيرًا مسيرته البحرية لكنه استمر في إرضاء طموحاته بالعودة إلى الجنوب، وكان غزو القطب الجنوبي هدفه المحدد. ساهمت بعثة الاكتشاف البريطانية بشكل كبير في تكوين المعرفة العلمية والجغرافية حول القطب الجنوبي، إلّا أنها من حيث التغلغل جنوبًا وصلت فقط إلى 82° 17' درجة، ولم تتجاوز الحاجز الجليدي العظيم.
في عام 1909، تلقى سكوت أخبارًا تُفيد بأن بعثة إرنست شاكلتون كادت أن تنجح في الوصول إلى القطب إلّا أنها فشلت. عبَر شاكلتون الحاجز الجليدي العظيم، انطلاقًا من قاعدة قريبة من مرسى سفينة ديسكفري الخاصة بسكوت في ماكموردو ساوند، واكتشف طريق نهر بيردمور الجليدي المؤدي إلى الهضبة القطبية، وانطلق في طريقه إلى القطب. واضطر إلى العودة إلى منزله عند 88° 23' جنوبًا، أي أقل من 100 ميل جغرافي (112 ميل (180 كـم) من هدفه. كان سكوت يدعي أن منطقة ماكموردو ساوند هي «حقل العمل» الخاص به، وأنّ استخدام شاكلتون للمنطقة كقاعدة له يُعد انتهاكًا للتعهد الذي أعطاه لسكوت، وأدى هذا إلى توتر العلاقات بين المستكشفين، وزاد من تصميم سكوت على التفوق على إنجازات شاكلتون.
أثناء استعداداته لبعثةٍ استكشافيةٍ أخرى، كان سكوت على درايةٍ بالمشاريع القطبية الأخرى وشيكة الحدوث، فكان هناك مخططٌ لبعثةٍ استكشافيّةٍ يابانيّةٍ؛ وكان من المقرر أن تغادر البعثة الأسترالية للقارة القطبية الجنوبية بقيادة دوغلاس موسون في عام 1911، لكنها كانت متجهةً إلى جزءٍ مختلفٍ من القارة. كما أعلن روال أموندسن، وهو منافسٌ محتملٌ من النرويج، عن خططه للقيام برحلة إلى القطب الشمالي.

### أفراد البعثة

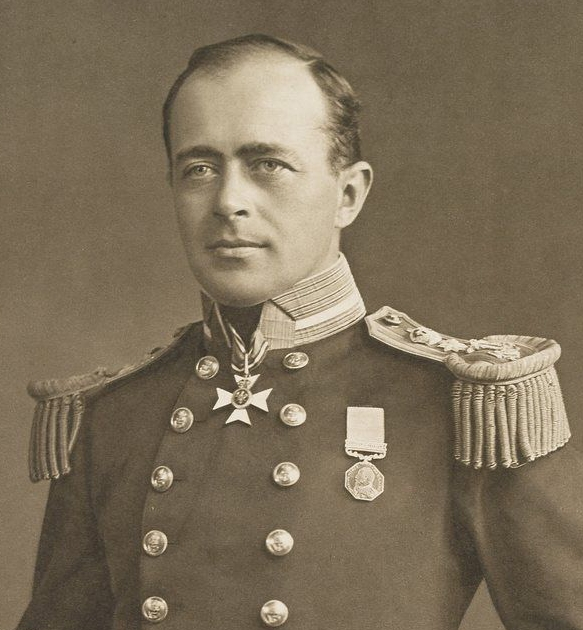
روبرت فالكون سكوت عام 1905

شُكّل فريقا الشاطئ والسفينة في بعثة تيرا نوفا من 65 رجلاً (بما في ذلك البدلاء). واختيروا من بين 8000 متقدم، وكان من بينهم سبعةٌ من «قدامى الملاحين في ديسكفري»، وخمسةٍ ممّن كانوا مع شاكلتون في رحلته الاستكشافية من 1907 إلى 1909. عُين الملازم أول إدوارد إيفانز، الذي كان ضابط الملاحة في «سفينة مورنينغ»، وهي سفينة الإغاثة التابعة لبعثة ديسكفري في عام 1904، نائبًا للقائد سكوت. تخلّى إيفانز عن خططه للقيام برحلته الاستكشافية ونقل دعمه المالي إلى سكوت.
كان من بين أفراد البحرية الملكية الآخرين الذين أرسلتهم الأميرالية البريطانية الملازم هاري بينيل، ليكون الملاح ويتولّى قيادة «سفينة تيرا نوفا» بمجرد نزول فرق مهمة تسهيل الإنزال على الشاطئ؛ بالإضافة إلى جراحين ملازمين هما: جورج موراي ليفيك وإدوارد إل أتكينسون. كان الضابط السابق في البحرية الملكية فيكتور كامبل، والمعروف باسم «ماتي الشرير»، واحدًا من القلائل الذين لديهم مهارات التزلج، وقد اختير لقيادة الفريق الذي سيستكشف أرض الملك إدوارد السابع. وعين ضابطان من خارج البحرية الملكية، هما: هنري روبرتسون باورز «بيردي»، الذي كان ملازمًا في البحرية الهندية الملكية، ولورانس أوتس «تيتوس»، وهو نقيبٌ في الجيش من الفرسان السادس (إنيسكيلينج). تبرع أوتس، الذي كان ثريًّا مستقلًّا، بمبلغ 1,000 جنيه إسترليني (ما يعادل حوالي 103000 جنيه إسترليني في عام 2019) وتطوّع بخدماته للبعثة.
قدمت الأميرالية أيضًا مجموعةً كبيرةً من العمال البحريين، بمن في ذلك الملاحون الخبراء في القطب الجنوبي إدغار إيفانز وتوم كرين وويليام لاشلي. ومن بين البحارة الآخرين في فريق مهمة تسهيل الإنزال على الشاطئ باتريك كيوهان وروبرت فورد وتوماس كليسولد [الإنجليزية] (طباخ) وفريدريك هوبر (مضيف داخلي). كما نزل أيضًا الروسي ديمتري جيرو (قائد كلاب) والأوكراني أنطون أوميلشينكو (سائس).
عَيَّن سكوت إدوارد ويلسون رئيسًا للعلماء لرئاسة برنامجه العلمي، كان ويلسون أقرب المقربين لسكوت بين أفراد الفريق، وفي البعثة الاستكشافية رافق سكوت في مسيرة أقصى جنوب الأرض حتى 80 درجة جنوبًا. بالإضافة إلى كونه طبيبًا مؤهلًا وعالمًا وباحثًا متميزًا في علم الحيوان، فقد كان أيضًا رسامًا موهوبًا. تضمن فريق علماء ويلسون - والذي اعتبرهم كاتب سيرة سكوت ديفيد كرين «مجموعة من العلماء مثيرة للإعجاب ولم يسبق لها مثيل في أي بعثة استكشافية قطبية» - بعضًا ممن كان بإمكانهم تقلد وظائف مميزة لاحقًا، مثل: عالم الأرصاد الجوية جورج سيمبسون، والفيزيائي الكندي تشارلز رايت، والجيولوجيين فرانك دبنهام وريموند بريستلي، واكتمل الفريق بانضمام كبير علماء الجيولوجيا تي جريفيث تايلور، وعالمي الأحياء إدوارد دبليو نيلسون ودينيس جي ليلي، ومساعد عالم الحيوان أبسلي تشيري-جارارد.
لم يتلقَ تشيري جيرارد أي تدريبٍ علميٍّ، لكنه كان من تلاميذ ويلسون، وساهم، مثل أوتس، بمبلغ 1000 جنيه إسترليني في التمويل. بعد أن رفض سكوت مساهمته أول مرة، أصر على تقديم مساهمته، مما أثار إعجاب سكوت إلى الحد الذي جعله يتراجع عن قراره. يصف كرين تشيري جارا در بأنه «المترجم والمؤرخ للبعثة الذي يجسد الضمير والوجدان بها». كان هربرت بونتنغ مصور البعثة، والذي تركت صوره سجلًا مرئيًا حيًا. كما عين سكوت خبير التزلج النرويجي الشاب تريغف غران بناءً على نصيحة المستكشف فريدجوف نانسن.

### المواصلات

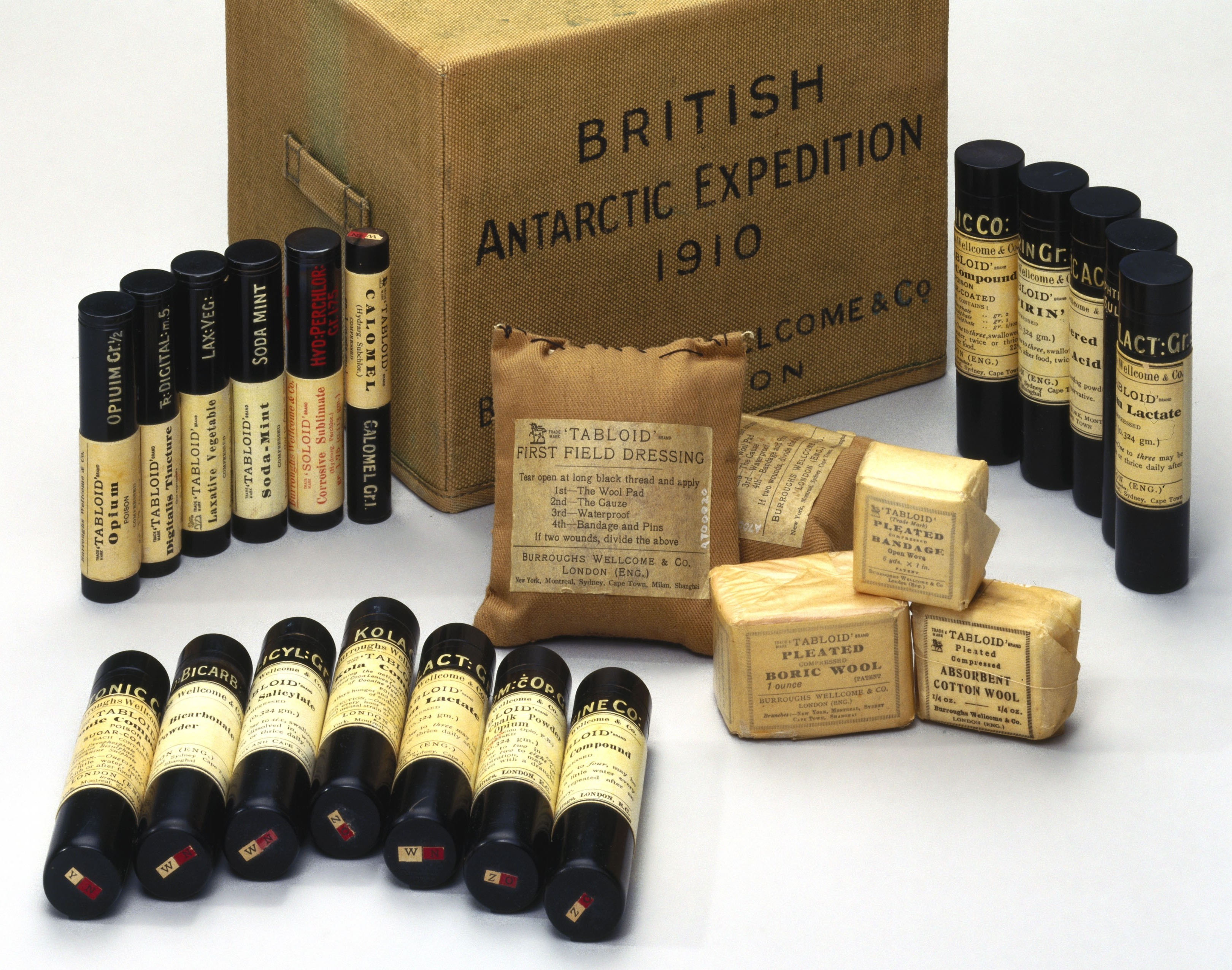
صندوق طبي صغير لبعثة سكوت إلى القطب الجنوبي، 1910

قرر سكوت اتباع إستراتيجية نقل مختلطة، معتمدًا على النقل بواسطة الكلاب، والزلاجات الآليَّة والمهور، وعَيَّن سيسيل ميريس لتولي مسؤولية فرق الكلاب، ووظّف بيرنارد داي، المتخصص السابق في بعثة شاكلتون، لتشغيل الزلاجات الآليَّة، وكان أوتس مسؤولاً عن المهور، ولكن نظرًا لأنه لم يتمكن من الانضمام إلى البعثة حتى مايو 1910، أمر سكوت ميريس، الذي لم يكن يعرف شيئًا عن الخيول، بشرائها - مما ترتب عليه عواقب مؤسفة من حيث نوعيتها وأداؤها.
لم تنجح تجربة العربة «المستقطبة» بمحرك في القطب الجنوبي التي قام بها شاكلتون في بعثته 1907-1909، بينما تمكن بمهارته في استخدام المهور من الانتقال حتى سفح نهر بيردمور الجليدي. رأى سكوت أن المهور خدمت شاكلتون بشكلٍ جيّدٍ، واعتقد أنه من الممكن أن يحل مشكلة الجر بالعربة باستحداث عربة ثلجية مجنزرة (التي كانت بدايةً لظهور الدبابة وعربة الجليد [الإنجليزية]). كان سكوت ينوي دائمًا الاعتماد على القوة البشرية في الانتقال إلى الهضبة القطبية معتقدًا أنه من المستحيل صعود نهر بيردمور الجليدي بالمحركات أو الحيوانات، حيث يمكن استخدام المحركات والحيوانات لنقل الأحمال عبر الحاجز فقط، مما يُمكّن الرجال من الحفاظ على طاقتهم وقوتهم لمراحل نهر بيردمور الجليدي والهضبة القطبية اللاحقة. من الناحية العملية، كانت الزلاجات ذات المحركات مفيدةٍ لفترةٍ قصيرةٍ فقط، حيث تأثر أداء المهور بكِبر عمرها وحالتها السيئة. أما بالنسبة للكلاب، فالبرغم من أن تجارب سكوت في الرحلات الاستكشافية جعلته يشك في موثوقيتها، فإن كتاباته تظهر أنه أدرك فعاليتها عند استخدامها بشكلٍ صحيحٍ. ومع الخوض في الرحلة الاستكشافية، ازداد إعجابه بقدراتها.

### التمويل

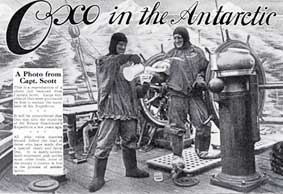
كانت شركة أكسو للأغذية واحدة من العديد من الرعاة التجاريين للرحلة الاستكشافية.

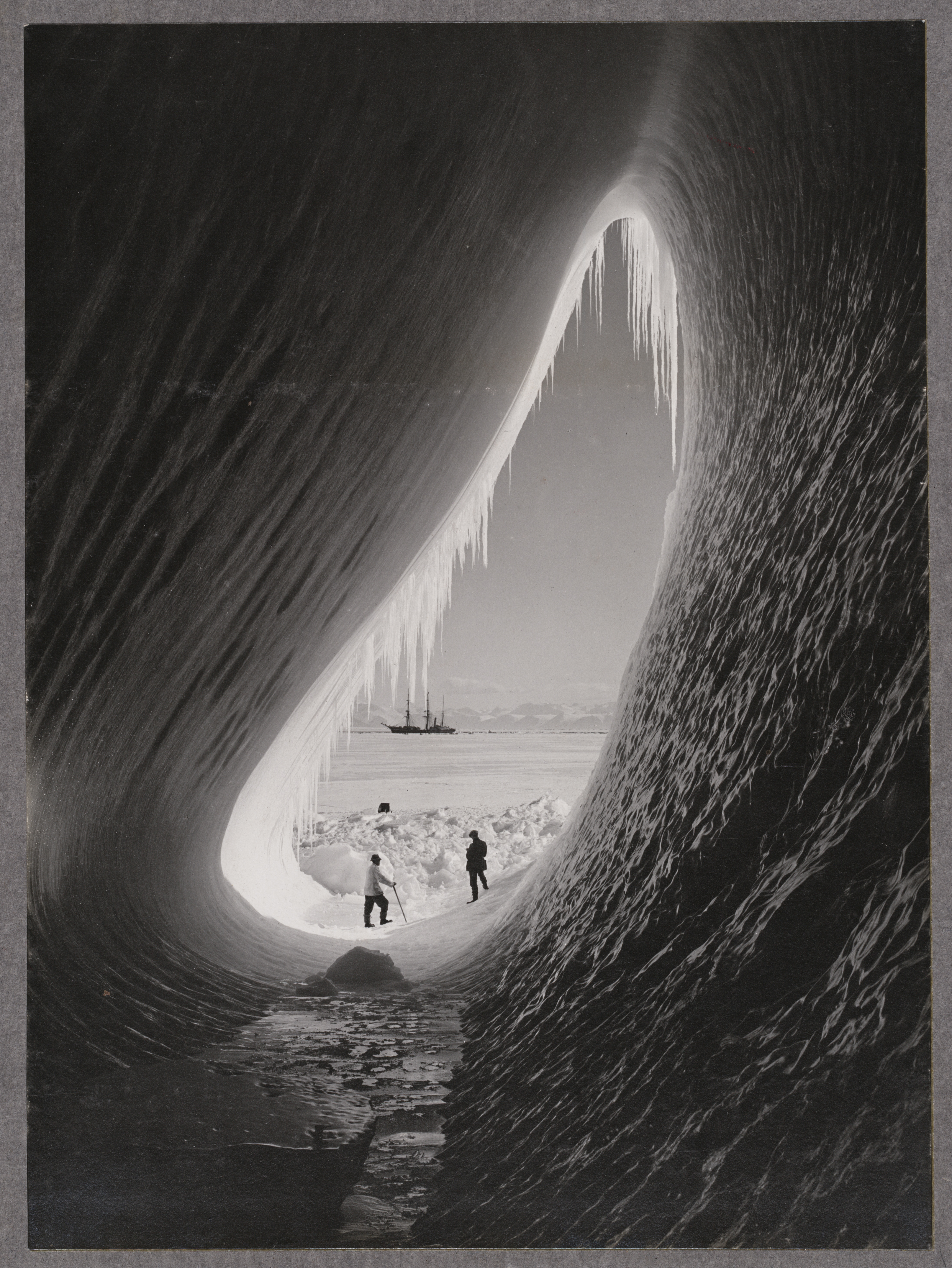
مغارة في جبل جليدي، 5 يناير 1911، تصوير هربرت بونتينج

على عكس بعثة الاستكشاف البريطانية، التي جمعت أموال تمويلها بشكلٍ مشتركٍ من قِبل الجمعية الملكية والجمعية الجغرافية الملكية، نُظّمت بعثة تيرا نوفا كمشروع خاص دون دعم مؤسسي كبير. قدر سكوت التكلفة الإجمالية بمبلغ 40.000 جنيه إسترليني، والذي أُمِّن نصفُها في النهاية بمنحةٍ حكوميّةٍ. أما الباقي، فجُمع عن طريق الاكتتاب العام والقروض، كما دُعمت البعثة من خلال الإمداد المجاني بمجموعة من المؤن والمعدات من الشركات التجارية المتعاطفة. تولى سكوت مهمة جمع الأموال، وكانت استنزافًا كبيرًا لوقته وطاقته، واستمر ذلك في جنوب إفريقيا وأستراليا ونيوزيلندا بعد أن أبحرت تيرا نوفا من المياه البريطانية.
وإلى حد بعيد، كانت أكبر تكلفة فردية هي شراء سفينة تيرا نوفا مقابل 12.500 جنيه إسترليني. وسبق أن كانت تيرا نوفا في القارة القطبية الجنوبية، كجزء من عملية إغاثة ديسكفري الثانية. أراد سكوت أن يبحر بها كسفينة بحرية تحت الراية البيضاء، وليتمكن من ذلك، حصل على عضوية سرب اليخوت الملكي [الإنجليزية] مقابل 100 جنيه إسترليني. وهكذا تمكن من فرض الانضباط البحري على الرحلة، وأصبحت تيرا نوفا يختًا مسجلًا في السرب، مُعفاةً من لوائح مجلس التجارة التي ربما كانت تعدها غير صالحة للإبحار.

### الأهداف
حدد سكوت أهداف الحملة في دعوته العلنية الأولية: «الهدف الرئيسي من هذه البعثة الاستكشافية هو أن نصل إلى القطب الجنوبي، وأن تنال الإمبراطورية البريطانية شرف هذا الإنجاز» وكانت هناك أهداف أخرى، علمية وجغرافية، واعتبر ويلسون أنَّ الأعمال العلميَّة هي العمل الرئيس للبعثة: «لا أحد يستطيع أن يقول إنها ستكون مجرد مطاردة قطبية... فنحن نريد من الأعمال العلمية أن تجعل الوصول إلى القطب مجرد بند من بنود النتائج». وأعرب عن أمله في مواصلة الاستقصاءات، التي بدأت خلال البعثة الاستكشافية في مستعمرة البطريق الإمبراطور في كيب كروزير وتنفيذ برنامج الدراسات الجيولوجية والمغناطيسية والدراسات بشأن الأرصاد الجوية على مستوىً «غير مسبوق». وكانت هناك خطط أخرى لاستكشاف أرض الملك إدوارد السابع، وهي مشروع وصفه كامبل، الذي كان سيقوده، بأنه «أهم ما في البعثة الاستكشافية»، وأيضًا أرض فكتوريا.

## الموسم الأول (1910-1911)

### رحلة الخروج
أبحرت تيرا نوفا من كارديف في 15 يونيو 1910. وأبحر سكوت، الذي اعتقل بسبب أعمال البعثة، لاحقًا على متن سفينة ركاب أكثر سرعة ولحق بالسفينة في جنوب إفريقيا. في ملبورن غادر سفينة تيرا نوفا لمواصلة عملية جمع الأموال بينما توجّهت السفينة إلى نيوزيلندا. كان هناك برقية من أموندسن في انتظار سكوت في ملبورن تخبره أن المستكشف النرويجي «يتقدم جنوبًا». وكانت البرقية أول إشارة لسكوت أنه كان في سباق. عندما سألته الصحافة عن رد فعله، أجاب سكوت أن خططه لن تتغير وأنه لن يضحي بالأهداف العلمية للبعثة من أجل الفوز بالسباق إلى القطب. كتب في مذكراته أن أموندسن كانت لديه فرصة عادلة للنجاح، وربما كان يستحق ذلك النجاح إذا حالفه الحظ.
عاد سكوت إلى سفينة تيرا نوفا ثانيةً في نيوزيلندا، حيث نُقلت إمداداتٌ إضافيّةٌ على متنها، شملت 34 كلبًا و19 مهرًا سيبيريًا وثلاث زلاجات آليَّة. غادرت السفينة، المحملة بحمولة كبيرة، ميناء تشالمرز في 29 نوفمبر. خلال الأيام الأولى من شهر ديسمبر، واجهت السفينة البحار الهائجة وذلك عندما تعرضت لعاصفة شديدة، أدت إلى فشل المضخات، مما اضطر الطاقم إلى محاولة إنقاذها باستخدام الدلاء. أسفرت العاصفة عن فقدان اثنين من المهور، وكلب واحد، و10 طن بريطاني (10,000 كغ) من الفحم و65 جالون إمبراطوري (300 ل) من الوقود. في 10 ديسمبر، واجهت تيرا نوفا الكتلة الجليدية الجنوبية وتوقفت، وبقيت لمدة 20 يومًا قبل تكسره لتواصل طريقها جنوبًا. نسب سكوت ذلك التأخير الذي تسبب في استهلاك 6.1 طن (6,200 كغ) من الفحم إلى «سوء الحظ».

### قاعدة كيب إيفانز

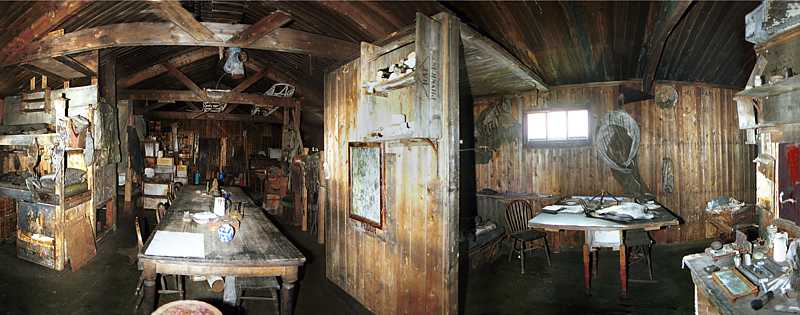
داخل كوخ سكوت في خليج إيفانز

عند وصولها إلى جزيرة روس في 4 يناير 1911، بحثت تيرا نوفا عن مواقع الهبوط الممكنة حول كيب كروزير في النقطة الشرقية من الجزيرة، قبل أن تتوجه إلى ماكموردو ساوند إلى الغرب، حيث هبطت كل من ديسكفري ونيمرود سابقًا.
بعد أن نظر سكوت في العديد من مناطق الشتاء المحتملة، اختار مكانًا كان يتذكره من أيام ديسكفري باسم «سكواري»، على بعد حوالي 15 ميل (24 كـم) شمال قاعدة سكوت لعام 1902 في شبه جزيرة هت بوينت. كان سكوت يأمل في أن يكون هذا الموقع، الذي أعاد تسميته باسم خليج إيفانز على اسم نائبه في القيادة، خاليًا من الجليد في صيف القارة القطبية الجنوبية القصير، بحيث تتمكن السفينة من القدوم والذهاب. مع تجمد البحار في الجنوب، يسهل وصول البعثة عبر الجليد إلى هت بوينت والحاجز.
نزلت فرق مهمة تسهيل الإنزال على الشاطئ في كيب إيفانز مع المهور والكلاب وثلاث زلاجات آلية (التي فقدت إحداها أثناء التفريغ)، والجزء الأكبر من مخزون الفريق. كان سكوت «مندهشًا من قوة المهور» أثناء نقلها المخزون والمواد من سفينة إلى أخرى. شُيّد كوخ للإقامة سابق التجهيز بمقاس 50 × 25 قدمًا (15.2 م × 7.6 م) وأصبح صالحًا للسكن بحلول 18 يناير.

### معسكر أموندسن
تضمن برنامج سكوت خطةً لاستكشاف وتنفيذ الأعمال العلمية في أرض الملك إدوارد السابع، شرق الحاجز، ونُظّم فريقٌ لهذا الغرض بقيادة كامبل، مع خيار استكشاف أرض فيكتوريا بالشمال الغربي إذا ثبت تعذر الوصول إلى أرض الملك إدوارد السابع. في 26 يناير، غادر فريق كامبل بالسفينة واتجه شرقًا. بعد عدة محاولات فاشلة للهبوط بفريقه على شاطئ أرض الملك إدوارد السابع، قرر كامبل الأخذ بخيار الإبحار إلى أرض فيكتوريا. التقت تيرا نوفا عند عودتها غربًا على طول حافة الحاجز ببعثة أموندسن الاستكشافية في خليج الحيتان، وهو مدخل في الحاجز.
كان أموندسن مهذبًا ومضيافًا، وكان على استعداد لأن يخيم كامبل بالقرب منه ويعرض عليه المساعدة بكلابه. رفض كامبل بأدب، وعاد مع فريقه إلى كيب إيفانز للإبلاغ عن هذه المستجدات. تلقى سكوت الأخبار في 22 فبراير، خلال أول رحلة استكشافية تقام فيها مستودعات. وفقًا لما قاله تشيري جارارد، كان رد الفعل الأول لسكوت وفريقه هو رغبة ملحة في الهرع إلى خليج الحيتان و«المواجهة» مع أموندسن. سجل سكوت هذه الواقعة بهدوء في دفتر يومياته: «هناك شيء واحد فقط يدور في ذهني. وهو أن المسار الصحيح، وكذلك الأكثر حكمة، هو أن نمضي قدمًا تمامًا كما لو أن هذا لم يحدث. أن نتقدم ونبذل قصارى جهدنا من أجل شرف بلدنا دون خوف أو ذعر».

### إقامة المستودعات

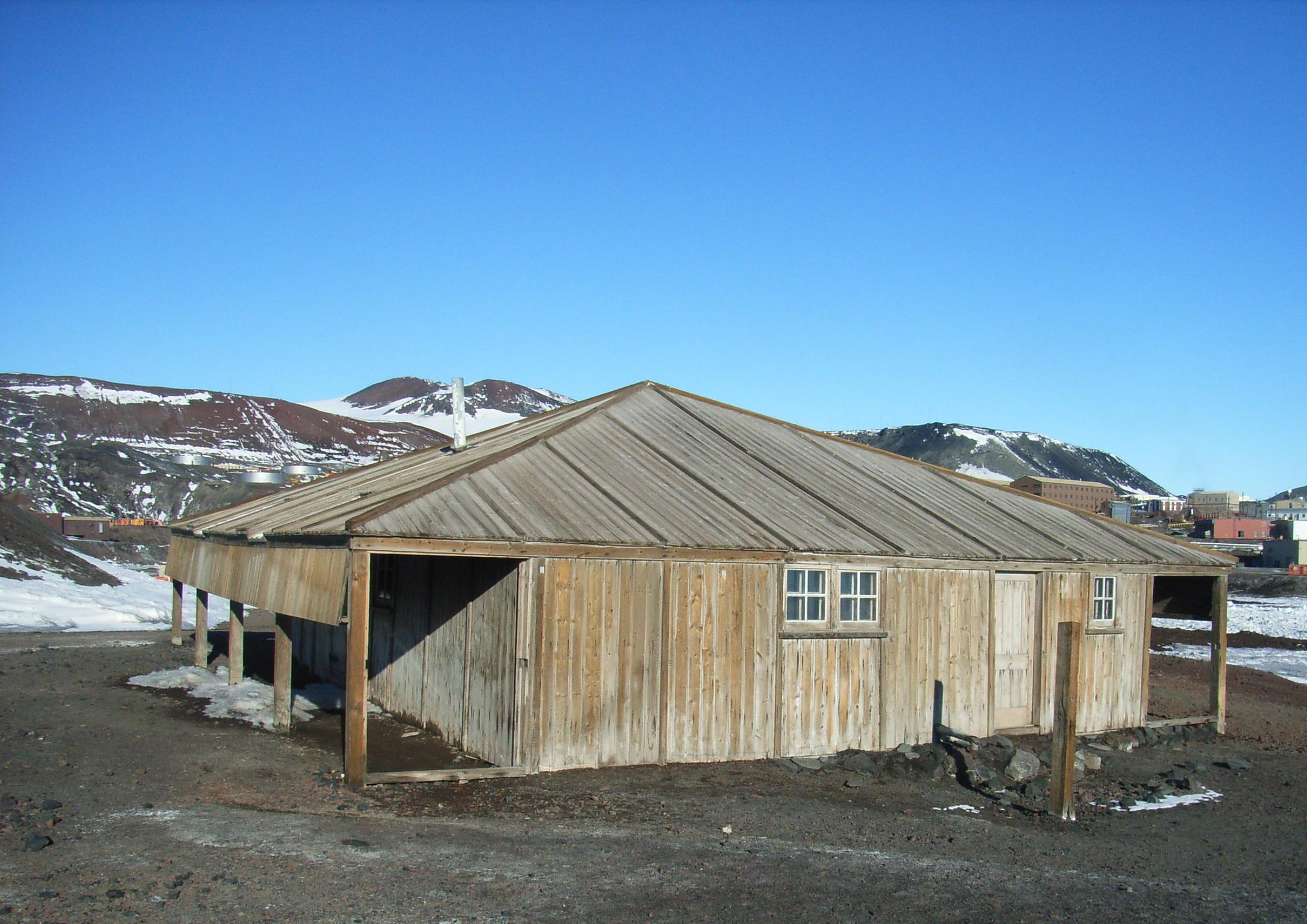
كوخ ديسكفري الخاص بسكوت في هت بوينت، استُخدم مأوى ومستودعا للمخازن

كان الهدف من إقامة المستودعات في الموسم الأول هو وضع سلسلة من المستودعات على الحاجز من حافته - معسكر السلامة - وصولاً إلى 80 درجة جنوبًا، لاستخدامها في الرحلة القطبية التي ستبدأ في الربيع التالي، ويكون المستودع النهائي هو الأكبر حجمًا، ويعرف باسم مستودع ون تون ديبوت. كان من المقرر أن يقوم بالعمل 12 رجلاً، وأفضل ثمانية مهور، وفريقان من الكلاب؛ وقد حالت ظروف الجليد دون استخدام الزلاجات ذات المحركات.
بدأت الرحلة في 27 يناير «في حالة من العجلة يشوبها الذعر» بحسب تشيري-جارارد. كان التقدم أبطأ مما كان متوقعًا، وتأثر أداء المهور سلبًا لأن أوتس كان يعارض استخدام أحذية الثلوج النرويجية وتركها في كيب إيفانز. في 4 فبراير، أقام الفريق معسكر الزاوية على بعد 40 ميل (64 كـم) من هت بوينت، عندما احتجزتهم عاصفة ثلجية لمدة ثلاثة أيام.
بعد بضعة أيام، وبعد استئناف المسيرة، أرسل سكوت أضعف ثلاثة مهور إلى الديار (مات اثنان في الطريق). عندما اقترب فريق إقامة المستودعات من 80 درجة، أصبح قلقًا من أن المهور المتبقية لن تعود إلى القاعدة ما لم يتحول الفريق شمالًا على الفور. خلافًا لنصيحة أوتس، الذي أراد المضي قدمًا، وقتل المهور من أجل أكل لحمها نظرًا لضعفها، قرر سكوت إقامة مستودع ون تون ديبوت عند 79°29′ جنوبًا، على بعد أكثر من 30 ميل (48 كـم) من وجهته المقصودة.
عاد سكوت إلى معسكر السلامة مع الكلاب، بعد أن خاطر بحياته لإنقاذ فريق كلاب سقط في شق جليدي. عندما وصل فريق المهور البطيئة، كان أحد الحيوانات في حالة سيئة للغاية ومات بعد ذلك بوقت قصير. في وقتٍ لاحقٍ، عندما كانت المهور الباقية على قيد الحياة تعبر الجليد البحري بالقرب من هت بوينت، تحطم الجليد، وبالرغم من المحاولة المستميتة للإنقاذ، ماتت ثلاثة مهور أخرى. وعاد اثنان فقط من بين المهور الثمانية التي بدأت رحلة إقامة المستودعات إلى الديار.

### المآوي الشتوية
في 23 أبريل، غربت الشمس طوال أشهر الشتاء، واستقر الفريق في كوخ كيب إيفانز، كان الكوخ مقسمًا بجدار مصنوع من صناديق التعبئة، وفقًا لنظام سكوت البحري، بحيث يتاح للضباط والرجال مساحات منفصلة إلى حد كبير، ولهذا الغرض اعتبر العلماء «ضباطًا». كان الجميع منهمكًا في العمل، حيث استمرت الأعمال العلمية، وأخذت الملاحظات والقياسات، وإصلاح المعدات وتكييفها للرحلات المستقبلية. كانت المهور الباقية على قيد الحياة بحاجة إلى تمرين يومي، كما كانت الكلاب بحاجة إلى عناية منتظمة. قضى سكوت الكثير من الوقت في حساب حصص الزلاجات والأوزان للتزلج في المسيرة القطبية القادمة. وتضمن النظام الروتيني محاضرات منتظمة حول مجموعة كبيرة من الموضوعات: فتحدث بونتنج عن اليابان، وويلسون عن الرسم، وأوتس عن إدارة الخيول، بينما تحدث الجيولوجي دبنهام عن البراكين.
لضمان الحفاظ على اللياقة البدنية، كانت هناك مباريات متكررة لكرة القدم في الضوء الخافت خارج الكوخ؛ وسجل سكوت أن «أتكينسون هو أفضل لاعب دون منازع، لكن هوبر وبي أو إيفانز وكرين لاعبون جيدون أيضًا». أُعيد إحياء صحيفة ذا ساوث بولار تايمز [الإنجليزية] التي أطلقها شاكلتون خلال رحلة البعثة الاستكشافية، تحت رئاسة تحرير تشيري-جارارد. في 6 يونيو، أعدت وليمة للاحتفال بعيد ميلاد سكوت الثالث والأربعين. وهناك احتفال ثانٍ في 21 يونيو بمناسبة عيد منتصف الشتاء، وهو اليوم الذي يصادف منتصف الليل القطبي الطويل.

## الرحلات الاستكشافية الرئيسية (1911-1912)

### الفريق الشمالي
بعد إبلاغ سكوت بوصول أموندسن في كيب إيفانز، أصبح فريق كامبل الشرقي (كامبل وبريستلي وليفيك وجورج ب. أبوت [الإنجليزية] وهاري ديكاسون [الإنجليزية]) وفرانك في براوننغ [الإنجليزية] «الفريق الشمالي». في 9 فبراير 1911 أبحروا شمالًا، ووصلوا إلى خليج روبرتسون، بالقرب من كيب أدار في 17 فبراير، حيث بنوا كوخًا بالقرب من المآوي القديمة للمستكشف النرويجي كارستن بورشغرفنك.

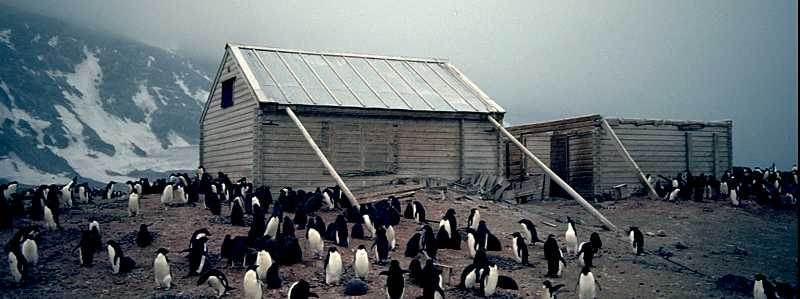
كوخ بورشغريفينك المُقام في 1899 في كيب أدار، التقطت الصورة في 1992. خيَّم فريق كامبل الشمالي في مكان قريب في 1911-1912.

وأمضى الفريق الشمالي شتاء عام 1911 في كوخه. لم يكن بالإمكان تنفيذ خطط الفريق الاستكشافية لصيف 1911-1912 بالكامل، ويرجع ذلك جزئيًا إلى حالة الجليد البحري وأيضًا لأن الفريق لم يتمكن من اكتشاف طريقٍ يؤدي إلى الداخل. عادت تيرا نوفا من نيوزيلندا في 4 يناير 1912، ونقلت الفريق إلى محيط شرم إيفانز، وهو موقع يبعد حوالي 250 ميلاً (400 كم) جنوب كيب أدار و200 ميل (320 كم) شمال غرب كيب إيفانز. كان من المفترض أن يلحق الفريق بالسفينة في 18 فبراير بعد الانتهاء من الأعمال الجيولوجية الأخرى، ولكن بسبب الغطاء الجليدي الثقيل، لم تتمكن السفينة من الوصول إليه. أُجبرت المجموعة، التي كانت لديها حصص غذائية ضئيلة اضطروا لزيادتها بالأسماك ولحوم الفقمة، على قضاء أشهر الشتاء من عام 1912 في كهفٍ ثلجيٍّ حفَرَته في جزيرة إنكسبريسبل [الإنجليزية]. وهنا عانت المجموعة من الحرمان الشديد - قضمة الصقيع والدوسنتاريا والجوع والرياح الشديدة ودرجات الحرارة المنخفضة والانزعاج الذي يسببه موقد الشحوم في المآوي الضيقة.
في 17 أبريل 1912، ذهب فريق بقيادة أتكينسون، كان قد تولى المسؤولية في كيب إيفانز أثناء غياب الفريق القطبي، للتخفيف عن فريقي كامبل، لكنه هلك بسبب الطقس السيئ، بينما نجا الفريق الشمالي من الشتاء في غرفته الجليدية، وانطلق إلى معسكر القاعدة في 30 سبتمبر 1912. على الرغم من ضعفه الجسدي، تمكن الفريق بأكمله من الوصول إلى كيب إيفانز في 7 نوفمبر، بعد رحلةٍ محفوفةٍ بالمخاطر تضمنت عبور جرف دريغالسكي الجليدي [الإنجليزية] الذي يصعب المرور منه. نُقلت العينات الجيولوجية والعينات الأخرى التي جمعها الفريق الشمالي من كيب أدار وإيفانز كوف إلى تيرا نوفا في يناير 1913.

### الفرق الجيولوجية الغربية

#### البعثة الجيولوجية الأولى (يناير - مارس 1911)
كان الهدف من هذه الرحلة هو الاستكشاف الجيولوجي للمنطقة الساحلية غرب ماكموردو ساوند، في منطقة تقع بين وديان ماكموردو الجافة ونهر كويتليتز الجليدي [الإنجليزية]. وقام بهذا العمل فريقٌ مكوّنٌ من تايلور، ودبنهام، ورايت، وإدغار إيفانز. نزل الفريق من تيرا نوفا في 26 يناير في باتر بوينت، أمام كيب إيفانز على شاطئ أرض فيكتوريا. في 30 يناير، أنشأ الفريق مستودعه الرئيسي في منطقة نهر فيرار الجليدي [الإنجليزية]، ثم أجرى بعض أعمال الاستكشافات والمسح في مناطق الوادي الجاف ونهر تايلور الجليدي [الإنجليزية] قبل الانتقال جنوبًا إلى نهر كويتليتز الجليدي. بعد مزيدٍ من العمل هناك، بدأ الفريق في العودة إلى الديار في 2 مارس، وسلك طريقًا جنوبيًا يؤدي إلى هت بوينت، حيث وصل في 14 مارس.

#### البعثة الجيولوجية الثانية (نوفمبر 1911 - فبراير 1912)

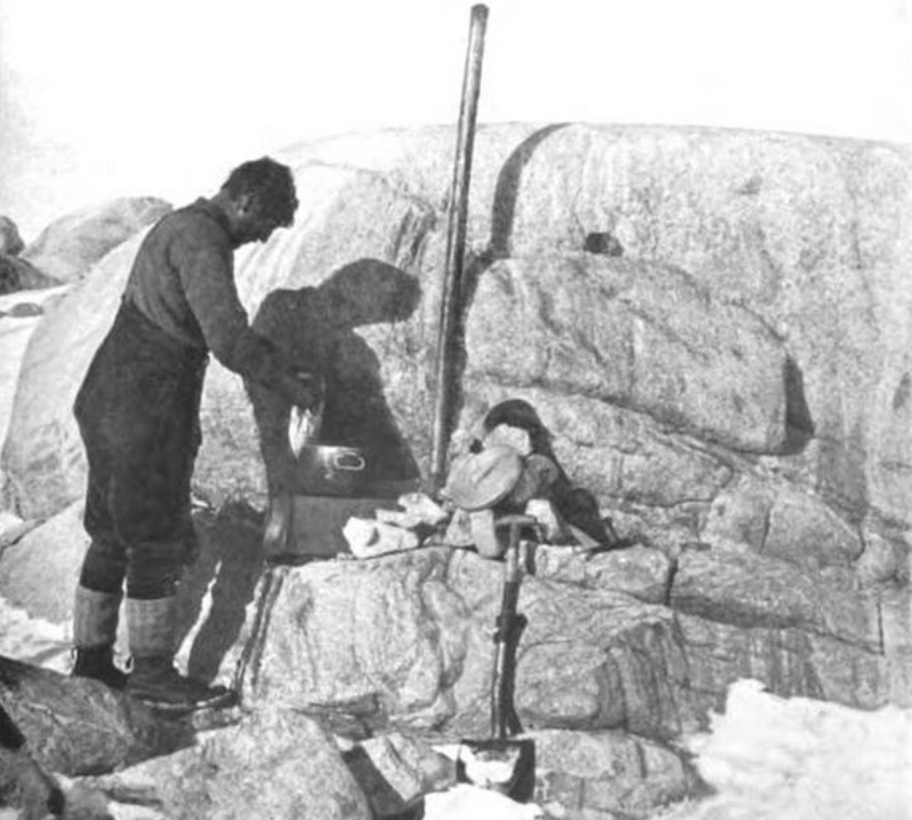
روبرت فوردي يعد الفقمة المشوية على موقد الشحوم في كيب روبرتس

كانت تكملةً للعمل الذي نُفذ في الرحلة السابقة، لكن مع التركيز هذه المرة على منطقة جرانيت هاربور [الإنجليزية] على بعد نحو 50 ميلاً (80 كم) شمال باتر بوينت. كان رفقاء تايلور هذه المرة دبنهام وغران وفورد. بدأت الرحلة الرئيسة في 14 نوفمبر وشملت مهمة الانتقال الصعبة عبر الجليد البحري إلى جرانيت هاربور، الذي وصلوا إليه في 26 نوفمبر. أُنشئ المعسكر الرئيس في موقع أطلقوا عليه اسم «جيولوجي بوينت»، كما بُني كوخ حجري، وخلال الأسابيع التالية، جرت أعمال الاستكشاف والمسح على نهر ماكاي الجليدي، وحُددت وسميت مجموعة من المعالم إلى الشمال من النهر الجليدي.
كان من المفترض أن يلحق الفريق بتيرا نوفا في 15 يناير 1912، لكن السفينة لم تتمكن من الوصول إليه. انتظر الفريق حتى 5 فبراير قبل أن يتجه جنوبًا، وأُنقذ من الجليد عندما رُصد أخيرًا بالقرب من السفينة في 18 فبراير. نُقلت العينات الجيولوجية من بعثتي الجبال الغربية إلى تيرا نوفا في يناير 1913.

### رحلة الشتاء إلى كيب كروزير
كانت هذه الرحلة من اقتراح ويلسون. فقد أشار إلى حاجة قسم علم الحيوان إليها في التقارير العلمية للبعثة الاستكشافية، وكان حريصًا على متابعة هذا البحث السابق. كان الغرض العلمي من الرحلة هو الحصول على بيض البطريق الإمبراطور من المغدفة الموجودة بالقرب من كيب كروزير في مرحلة جنينية مبكرة، بحيث «يمكن التعرف على نقاط معينة في نمو الطائر». ويتطلب ذلك القيام برحلة في أعماق الشتاء للحصول على البيض في مرحلة مبكرة بشكل مناسب من الحضانة. وكان الهدف الثانوي هو تجربة الحصص الغذائية والمعدات قبل الرحلة القطبية الصيفية القادمة. وافق سكوت على الرحلة، وانطلق فريقٌ مكوّنٌ من ويلسون وباورز وتشيري جارارد في 27 يونيو 1911.

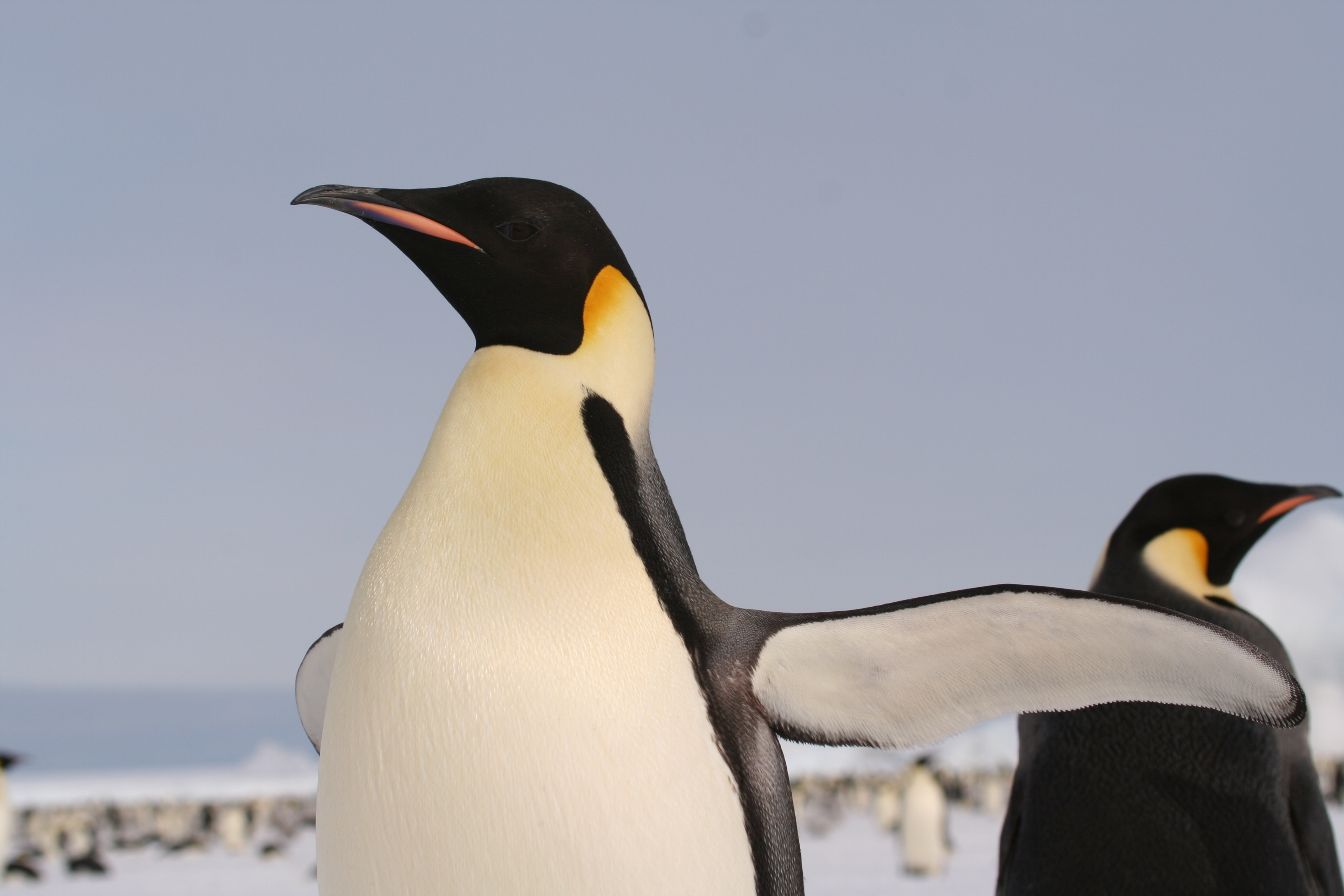
بطاريق الإمبراطور

لم تُجْرَ من قبل تجربة السفر خلال فصل الشتاء في القطب الجنوبي؛ حيث كتب سكوت أنه كان «مشروعًا جريئًا، لكن اُختير الرجال المناسبون لمحاولة القيام به». وصف تشيري جارارد لاحقًا ما شهدوه من أهوال خلال فترة الـ 19 يومًا التي استغرقها السفر لمسافة 60 ميلاً (97 كم) إلى كيب كروزير. كانت الأدوات والملابس وأكياس النوم تتجمد باستمرار؛ وفي الخامس من يوليو، انخفضت درجة الحرارة إلى ما دون 77 درجة فهرنهايت (-61 درجة مئوية) - «109 درجة من الصقيع - البرودة التي يجب أن يتحملها أي شخص في الظلام ومع الملابس المتجمدة»، وفقًا لما كتبه تشيري-جارارد. وغالبًا ما كانت المسافة اليومية المقطوعة تزيد قليلاً على ميلٍ واحدٍ.

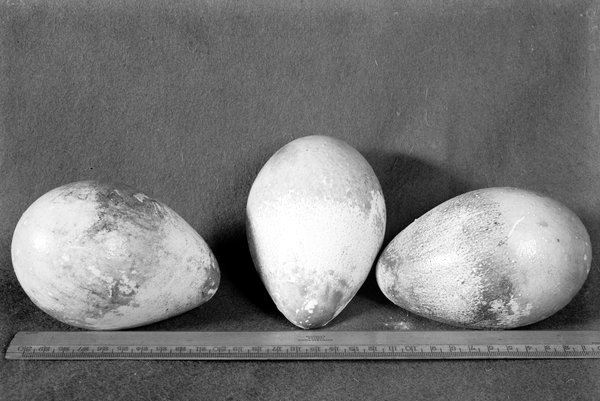
البيض الذي جُمع.

بعد وصولهم إلى كيب كروزير في 15 يوليو، بنى الفريق كوخ الإسكيمو من كتل الثلج والحجر وصفيحة من الخشب أحضرها لاستعمالها بالسقف. ثم تمكن من زيارة مستعمرة البطريق وجمع العديد من بيض البطريق الإمبراطور. في وقت لاحق، تدمر تقريبًا كوخ الإسكيمو الذي كان يؤويهم في عاصفة ثلجية مع رياح بقوة 11 على مقياس بوفورت. وأطاحت العاصفة أيضًا بالخيمة التي كان يتوقف عليها بقاؤهم على قيد الحياة أثناء رحلة العودة، ولكن لحسن الحظ استعادوها على بعد نصف ميل. انطلقت المجموعة في رحلة العودة إلى كيب إيفانز، ووصلت هناك في 1 أغسطس. وأُخذت البيضات الثلاث التي نجت من الرحلة أولاً إلى متحف التاريخ الطبيعي في جنوب كنسينغتون، وبعد ذلك أصبحت موضوع تقريرٍ أعدّه كوسار ستيوارت في جامعة إدنبرة. ومع ذلك لم يقدم البيض أدلة تدعم نظريات ويلسون.
وفيما بعد، وصف تشيري جارارد هذه الرحلة بأنها «أسوأ رحلة في العالم»، واستخدم هذا التعبير عنوانًا للكتاب الذي كتبه عن البعثة الاستكشافية. وصف سكوت الرحلة الشتوية بأنها «أداءٌ رائعٌ للغاية»، وكان راضيًا للغاية عن التجارب التي قاموا بها مع الحصص الغذائية والمعدات قائلًا: «نحن قريبون من الكمال بقدر ما توجهنا التجربة».

### رحلة القطب الجنوبي

#### الحاجز جنوبًا
في 13 سبتمبر 1911، كشف سكوت عن خططه لمسيرة القطب الجنوبي. حيث ينطلق 16 رجلاً، مستخدمين المهور والكلاب والزلاجتين الآليَّتَين المتبقيتين لمرحلة الحاجز بالرحلة، والتي ستنقلهم إلى نهر بيردمور الجليدي، وعند هذه النقطة، تعود الكلاب إلى القاعدة وتُطلق النار على المهور للحصول على الطعام. بعد ذلك، يصعد 12 رجلاً مقسمين إلى ثلاث مجموعات الجبل الجليدي ويبدؤون عبور الهضبة القطبية باستخدام السحب بالقوة البشرية. بعد ذلك، تستمر مجموعةٌ واحدةٌ فقط من هذه المجموعات في طريقها إلى القطب، بينما تُرسَل الفرق الداعمة لتعود عند خطوط العرض المحددة. ويقرر سكوت كيفية تشكيل المجموعة القطبية النهائية خلال الرحلة. أما بالنسبة لرحلة العودة، فأمر سكوت بأن تنطلق فرق الكلاب مرة أخرى من معسكر القاعدة لتجديد مخزون المستودعات والالتقاء بالفريق القطبي بين خطي عرض 82 و82.30 في 1 مارس لمساعدة الفريق في العودة إلى الديار.
انطلق فريق الزلاجات الآليَّة، المكون من الملازم إيفانز وداي ولاشلي وهوبر، من كيب إيفانز في 24 أكتوبر، بزلاجتين آليَّتَين، وكان هدفهم نقل الأحمال إلى خط عرض 80° 30' درجة جنوبًا والبقاء هناك في انتظار الآخرين. بحلول 1 نوفمبر، تعطلت كلتا الزلاجتين الآليَّتَين بعد مسافة مقطوعة تزيد قليلاً على 50 ميلاً (80 كم)، لذلك قام الفريق بسحب 740 رطلاً (336 كجم) من الإمدادات بالقوة البشرية لمسافة الـ 150 ميلاً (240 كم) المتبقية ليصل إلى خط العرض المحدد له بعد أسبوعين. وفي 21 نوفمبر، لحق به فريق سكوت الرئيسي، الذي غادر كيب إيفانز في 1 نوفمبر مع الكلاب والمهور.
كانت خطة سكوت الأولية هي أن تعود الكلاب إلى القاعدة في هذه المرحلة. بسبب معدل التقدم الذي كان أبطأ مما كان متوقعًا، قرر أخذ الكلاب إلى مسافة أبعد. أُرسل داي وهوبر إلى كيب إيفانز برسالة بهذا المعنى إلى سيمبسون، الذي كان يتولى المسؤولية هناك. في 4 ديسمبر، وصلت البعثة إلى «البوابة»، وهو الاسم الذي أطلقه شاكلتون على الطريق من الحاجز إلى نهر بيردمور الجليدي. في هذه اللحظة، هبت عاصفة ثلجية، مما اضطر الرجال إلى البقاء في المعسكر حتى 9 ديسمبر، واستهلاك الحصص الغذائية المعدة لرحلة النهر الجليدي. عندما توقفت العاصفة الثلجية، أطلقت النار على المهور المتبقية كما كان مخططًا له، وتم تخزين لحومها كغذاء لفرق العودة. في 11 ديسمبر، عاد ميريس وديمتري مع الكلاب، حاملين رسالة إلى القاعدة مفادها أن «الأمور لم تكن وردية كما يفترض بها أن تكون، لكن علينا أن نبقي معنوياتنا مرتفعة ونؤمن بأن الحظ العاثر لابد وأن يتغير».

#### صعود بيردمور
بدأ الفريق صعود بيردمور، وفي 20 ديسمبر، وصل إلى بداية الهضبة القطبية حيث أقام مستودعًا أعالي النهر الجليدي (Upper Glacier Depot). وحتى تلك اللحظة، لم يكن هناك أي تلميحٍ من سكوت حول من سيكون في الفريق القطبي الأخير. في 22 ديسمبر، عند خط عرض 85° 20' درجة جنوبًا، أرسل سكوت أتكينسون وتشيري جارارد ورايت وكيوهان. نبَّه سكوت على أتكينسون «بأخذ فريقي الكلاب جنوبًا في حالة اضطرار ميريس للعودة إلى الديار، وهو ما يبدو مرجحًا» لمساعدة الفريق القطبي في رحلة عودته في مارس التالي.
واصل الرجال الثمانية المتبقون طريقهم جنوبًا في ظروف أفضل مكنتهم من تعويض بعض الوقت الضائع عند الحاجز. وبحلول 30 ديسمبر، كانوا قد «لحقوا» بجدول شاكلتون الزمني 1908–1909. في 3 يناير 1912، عند خط العرض 87° 32' درجة جنوبًا، اتخذ سكوت قراره بشأن تشكيل الفريق القطبي: ليمضي قدمًا خمسة رجال (سكوت وويلسون وأوتس وباورز وإدغار إيفانز) بينما يعود الملازم إيفانز ولاشلي وكرين إلى كيب إيفانز. تضمن قرار مضي خمسة رجال قدمًا إعادة حساب الأوزان والحصص الغذائية، حيث كان كل شيء محسوبًا على أساس فرق من أربعة رجال.

#### القطب الجنوبي
واصلت المجموعة القطبية طريقها نحو القطب، لتمر بشاكلتون في أقصى الجنوب (88° 23' درجة جنوبًا) في 9 يناير. بعد سبعة أيام، وعلى بعد حوالي 15 ميلاً (24 كم) من هدفهم، وجدوا علم أموندسن الأسود مرفوعًا وشعر الفريق بالإحباط. وصل الفريق إلى القطب في اليوم التالي، 17 يناير 1912: «القطب. نعم، لكن في ظل ظروف مختلفة تمامًا عما كان متوقعًا... يا إلهي! هذا مكان فظيع ورهيب ويكفي أن نجاهد من أجله دون انتظار مكافأة الأسبقية. حسنًا، إنه شيء نحصل عليه هنا.» كان سكوت لا يزال يأمل في سباق أموندسن بالتلغراف المُرسل إلى أستراليا إذ ذكر: «الآن في صراع يائس لوصول الأخبار أولاً. أتساءل عما إذا كان بإمكاننا أن ننجح في ذلك». في 18 يناير 1912، اكتشفوا خيمة أموندسن، وبعض الإمدادات، ورسالة إلى الملك هاكون السابع ملك النرويج (التي طلب أموندسن بأدب من سكوت تسليمها) ومذكرة تفيد بأن أموندسن قد وصل إلى هناك مع أربعة من رفاقه في 16 ديسمبر 1911.

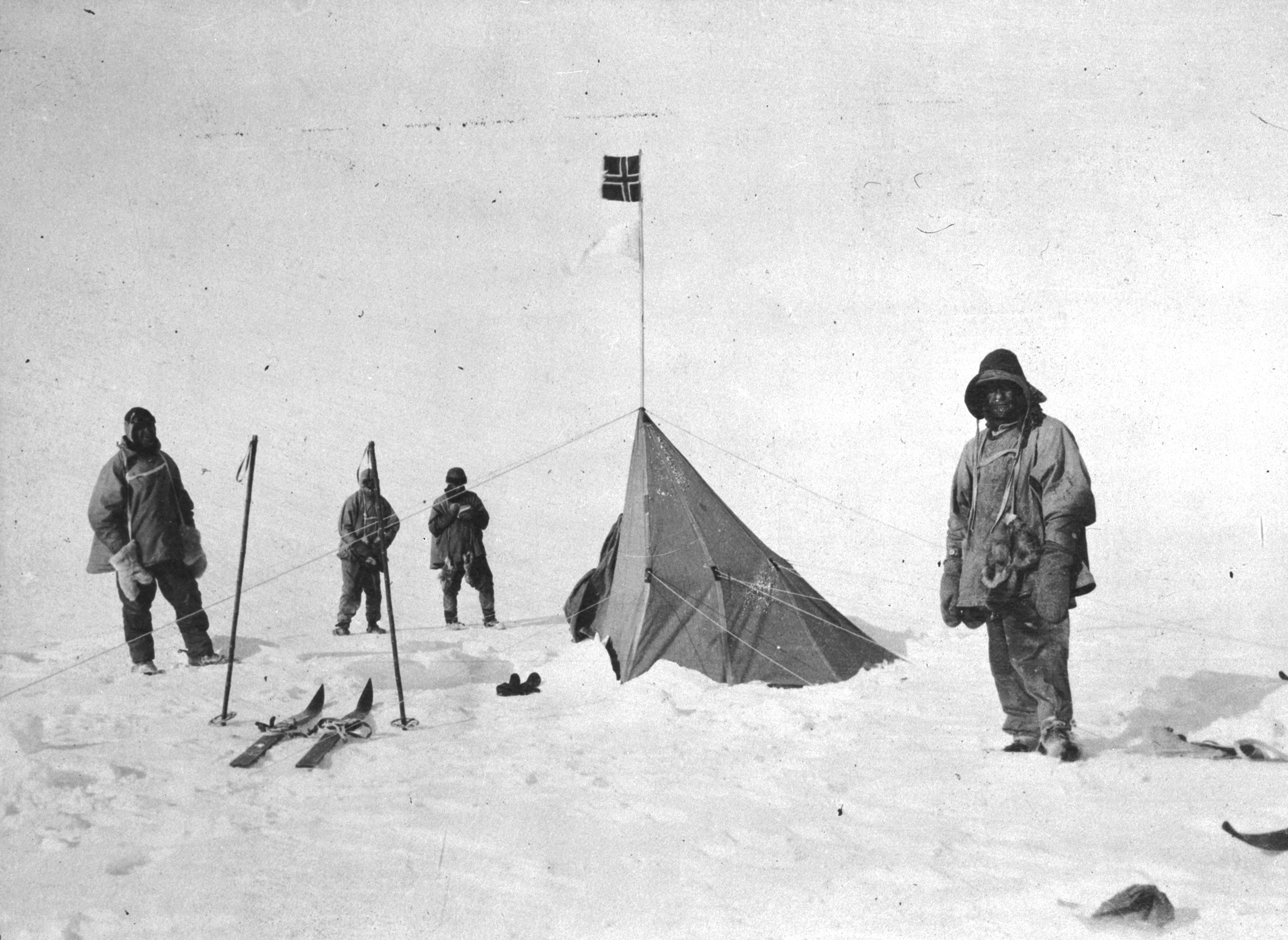
سكوت وباورز وويلسون وبو إيفانز في بولهايم، قاعدة أموندسن في القطب الجنوبي

#### المسيرة الأخيرة
بعد تأكيد موقعهم ورفع علمهم، ذهب أفراد فريق سكوت للعودة إلى ديارهم. خلال الأسابيع الثلاثة التالية حققوا تقدمًا جيدًا، وسجلت مذكرات سكوت العديد من «المسيرات الممتازة». ومع ذلك، بدأ سكوت يقلق بشأن الحالة الجسدية لفريقه، ولا سيما إدغار إيفانز، الذي كان يعاني من قضمة صقيع شديدة، وكان، كما يقول سكوت، «منهكًا بشكل كبير». أصبحت الحالة التي وصلت إليها قدما أوتس مصدر قلق متزايد عندما اقتربت المجموعة من قمة نهر بيردمور الجليدي واستعدت للنزول إلى الحاجز. في 7 فبراير، بدأت المجموعة بالنزول وواجهت صعوبةً كبيرةً في العثور على مستودع. وخلال فترة وجيزة من الطقس الجيد، أمر سكوت براحة لمدة نصف يوم، مما أتاح لويلسون «القيام ببعض الأعمال الجيولوجية»، وأضيف 30 رطلاً (14 كجم) من العينات الحاملة للأحافير إلى الزلاجات. وفيما بعد، استخدمت هذه الحفريات النباتية لدعم نظرية الانجراف القاري. كانت صحة إيفانز تتدهور، فكانت هناك إصابة في يده لم يتمكن من علاجها، كما تعرض لقضمة صقيع شديدة، ويُعتقد أنه أصيب في رأسه بعد سقوطه عدة مرات على الجليد. كتب سكوت: «لقد تغير تمامًا ولم يعد يعتمد على ذاته كما كان من قبل». وبالقرب من قاع النهر الجليدي، سقط إيفانز أرضًا وتوفي في 17 فبراير.

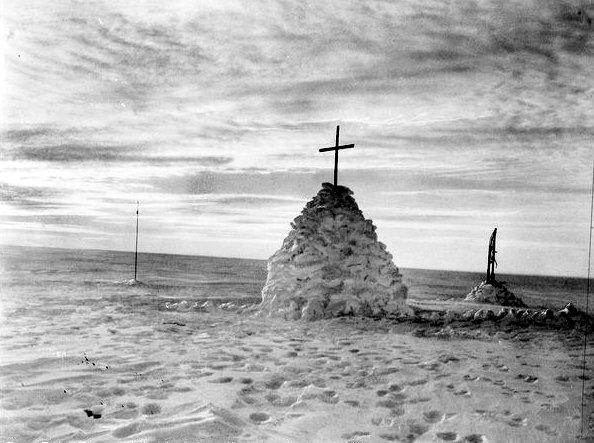
قبر الفريق الجنوبي

في مرحلة الحاجز في مسيرة العودة إلى الوطن، وصل سكوت إلى نقطة الالتقاء عند 82° 30' درجة جنوبًا مع فرق الكلاب، قبل ثلاثة أيام من الموعد المحدد، وكتب في مذكراته بتاريخ 27 فبراير 1912: «نحن بطبيعة الحال نناقش دائمًا احتمالية الالتقاء بفرق الكلاب، وأين ومتى يمكن الالتقاء بهم، وما إلى ذلك، فهو موقف حرج. قد نجد أنفسنا في أمان في المستودع التالي، ولكن هناك شعور فظيع بالشك». ثم واجه الفريق ثلاث صعوبات حرجة في نهاية المطاف: عدم ظهور فرق الكلاب، وانخفاضٌ كبيرٌ وغير متوقعٍ في درجة الحرارة، ونقص الوقود في المستودعات. تسبب انخفاض درجات الحرارة في ضعف الأسطح التي شبهها سكوت «بسحب رمال الصحراء»؛ ووصف السطح بأنه «مغطى بطبقة رقيقة من البلورات الصوفية التي بالتأكيد تكونت بسبب الإشعاع. وهي مثبتة بشدة بحيث لا يمكن للرياح إزالتها وتتسبب في احتكاك بطاقم التحريك [الزلاجات]» كانت درجات الحرارة المنخفضة مصحوبة بغياب الرياح وهو شيء توقع سكوت أن يساعدهم في رحلتهم الشمالية.
تباطأ الفريق أكثر بسبب قضمة الصقيع في قدم أوتس اليسرى. وانخفضت مسافة المسيرات اليومية حينها إلى أقل من خمسة أميال (8 كم)، والتي لم تكن كافية نظرًا لنقص الوقود. بحلول 10 مارس، أصبح من الواضح أن فرق الكلاب لن تأتي: «من الواضح أن الكلاب التي كانت طوق النجاة بالنسبة لنا قد فشلت في الوصول إلينا. أعتقد أن ميريس [سائق الكلاب] مر برحلة سيئة في طريقه إلى الديار». وفي رسالة وداع للسير إدغار شباير، بتاريخ 16 مارس، تساءل سكوت عما إذا كان قد تجاوز نقطة الالتقاء وحارب شكوكه المتزايدة بأن فرق الكلاب في الواقع قد تخلت عنه: «كدنا أن نصل، ومن المؤسف أننا لم نصب الهدف، لكنني شعرت مؤخرًا أننا تجاوزنا العلامة. لا يمكن إلقاء اللوم على أحد وآمل ألا يحاول أحد الإيحاء بأننا كنا نفتقر إلى الدعم». وفي اليوم نفسه، غادر أوتس، الذي «لم يعد الآن يستطيع استخدام يديه وقدميه» الخيمة طواعيةً وسار حتى لقي حتفه. كتب سكوت أن آخر كلمات قالها أوتس كانت «سأذهب فقط للخارج، ربما لبعض الوقت».

#### على بُعد أحد عشر ميلاً
بعد فقدان أوتس، زادت سرعة الفريق، لكن كان الوقت قد فات لإنقاذهم، خاصةً أن أصابع قدم سكوت اليمنى أصبحت مصابة بقضمة الصقيع. وكافح سكوت وويلسون وباورز ليصلوا إلى نقطة على بعد 11 ميلاً (18 كم) جنوب مستودع ون تون ديبوت، ولكن توقفوا في 20 مارس بسبب عاصفةٍ ثلجيةٍ عنيفةٍ. على الرغم من أنهم حاولوا كل يوم التقدم، إلا أنهم لم يتمكنوا من ذلك. وينتهي آخر شيء دوّنه سكوت في مذكراته، بتاريخ 29 مارس 1912، وهو التاريخ المفترض وفاتهم فيه، بهذه الكلمات:
| بعثة تيرا نوفا | في كل يوم كنا مستعدين للانطلاق إلى المستودع الخاص بنا على بعد 11 ميلاً، ولكن خارج باب الخيمة يظل مشهد الانجراف الدوار لا يفارقنا. لا أعتقد أنه يمكننا أن نأمل في أي أشياء أفضل الآن. سنصمد حتى النهاية، لكننا بالطبع نضعف، ولا يمكن أن تكون النهاية بعيدة. يبدو الأمر مؤسفًا ولكني لا أعتقد أنني سأستطيع كتابة المزيد. آر. سكوت. آخر اليوميات. اعتنِ بشعبنا من أجل الله. | بعثة تيرا نوفا |

## محاولات التخفيف عن الفريق القطبي (1912)

### الأوامر المتعلقة بالكلاب
قبل الانطلاق في رحلة القطب الجنوبي، قام سكوت ببعض الترتيبات بهدف مساعدة الفريق القطبي في العودة إلى الديار باستخدام الكلاب. تلقى ميريس، الذي كان من المتوقع أن يعود إلى كيب إيفانز بحلول 19 ديسمبر، تعليماتٍ بأنه في أواخر ديسمبر أو أوائل يناير يجب أن ينقل إلى مستودع ون تون ديبوت «خمس حصص غذائية (XS)ْ (XS = «حصة غذائية إضافية مجمعة»، طعام لأربعة رجال لمدة أسبوع واحد)، 3 علب بسكويت، 5 جالونات من الزيت وأكبر كمية من طعام الكلاب يمكنك حملها بسهولة». إذا لم تتمكن الكلاب من تنفيذ هذه المهمة، فعندئذ «في جميع الأحوال أو المخاطر» كان على فريق السحب بالقوة البشرية نقل حصص (XS) الغذائية إلى المستودع. تلقى ميريس تعليماتٍ أخرى بأنه في الأسبوع الأول تقريبًا من شهر فبراير، يجب عليه، بحسب الأخبار الواردة من الوحدات العائدة، أن ينطلق مع الكلاب لمقابلة الفريق القطبي العائد بين خطي عرض 82° درجة أو 82°30' درجة بحلول 1 مارس تقريبًا. كان الهدف من هذه التعليمات هو تسريع عودة الفريق إلى كيب إيفانز قبل مغادرة تيرا نوفا، بحيث يمكن نقل أخبار غزو القطب الجنوبي على الفور إلى نيوزيلندا. ركز سكوت على الرحلة السابقة أكثر من التركيز على اللاحقة: «إن كان الهدف من الرحلة الثالثة مهمًا، فإن الهدف من الرحلة الثانية بالغ الأهمية». أُعيد ذكر مضمون هذه التعليمات لأتكينسون عندما ترك سكوت على قمة نهر بيردمور الجليدي في 22 ديسمبر 1911.
ولكن وقعت عدة أحداث أدت إلى الإخفاق في تنفيذ هذه التعليمات في النهاية. فكون ميريس قد عاد من المسيرة القطبية في وقت متأخر كثيرًا عما كان مخططًا له في الأصل يعني أنه لم يعد إلى كيب إيفانز حتى 5 يناير. يظن هونتفورد أنه غادر في هذه المرحلة لأنه شعر بالضجر من بعثة سكوت الاستكشافية. على النقيض من ذلك، يقتبس فينيس عن رسالة كتبها تشيري جارارد في عام 1938 أن ميريس كان جاهزًا في كيب إيفانز لإعادة تموين مستودع ون تون ديبوت كما أُمِر، وعندما رأى السفينة تصل إلى الخليج بقي في القاعدة - اتضح أن «السفينة» مجرد سراب، ولم تصل السفينة الحقيقية حتى منتصف فبراير. وفقًا لما قاله فينيس، كان ميريس مشغولًا بممتلكات والده الراحل وكان حريصًا على المغادرة على متن السفينة بأسرع ما يمكن. نُقلت ثلاث من حصص (XS) الغذائية المطلوبة لمستودع ون تون ديبوت عن طريق مجموعة غادرت كيب إيفانز في 26 ديسمبر، ولكن لم ينقل ميريس ولا أي شخص آخر الحصص الغذائية المفقودة أو طعام الكلاب إلى المستودع.

### رحلة أتكينسون للقاء سكوت التي أخفقت
عندما عاد أتكينسون إلى كيب إيفانز قادمًا من نهر بيردمور الجليدي في نهاية شهر يناير، كان هو الضابط الأعلى الموجود وبالتالي تولى قيادة معسكر القاعدة، وهو الدور الذي لم يكن معتادًا عليه. وصلت تيرا نوفا من رسوها الشتوي في نيوزيلندا في 9 فبراير، وبدلاً من الانطلاق لمقابلة سكوت، استخدم أتكينسون فريق مهمة تسهيل الإنزال على الشاطئ للقيام بالمهمة الشاقة المتمثلة في تفريغ السفينة - وهو ما كان في اعتقاد تشيري جارارد قرارٌ خاطئٌ، لأن هؤلاء الرجال قد يكونون مطلوبين للتزلج ثانيةً. بعد تأخر الوقت، انطلق أتكينسون مع ديمتري جيروف وفرق الكلاب في 13 فبراير للقاء المقرر مع سكوت عند الحاجز، ليصلوا إلى هت بوينت على بعد 13 ميلاً (21 كم) جنوباً قبل أن يتأخروا بسبب سوء الأحوال الجوية.
خلال رحلة الفريق العائد الأخيرة، أصيب الملازم إيفانز بمرض خطير وهو الاسقربوط. وبعد مستودع ون تون ديبوت لم يكن قادرًا على السير، فحمله كرين ولاشلي على الزلاجة إلى نقطة على بعد 35 ميلاً (56 كم) جنوب هت بوينت. وظهرت عليه أعراض الموت عند هذه النقطة. في 18 فبراير، سار كرين بمفرده ليصل إلى هت بوينت (قاطعًا مسافة 35 ميلاً (56 كم) من التضاريس الصعبة في 18 ساعة فقط)، حيث وجد أتكينسون وديمتري مع الكلاب، متوقفين في رحلتهم لمقابلة سكوت. صرف أتكينسون انتباهه إلى إنقاذ إيفانز، الذي أحضره إلى هت بوينت في 22 فبراير. وهو بالكاد على قيد الحياة. بدءًا من تلك اللحظة، كانت الأولوية الأولى لدى أتكينسون هي توصيل إيفانز إلى السفينة بأمان.

### رحلة تشيري جارارد إلى مستودع ون تون ديبوت
مع انشغال أتكنسون بما حدث، كان من الضروري إجراء ترتيبٍ بديلٍ لإحضار سكوت. مع استبعاد ميريس، الذي «لم يكن متاحًا للعمل»، كان الفيزيائي رايت هو أفضل الأشخاص المتاحين لمقابلة فريق سكوت، وهو رحّالٌ وملاحٌ ذا خبرة، لكن رئيس العلماء سيمبسون أصر على إعطاء الأولوية لأعمال رايت العلمية. لذلك اختار أتكينسون تشيري جارارد. كتب الملازم إيفانز لاحقًا أنه يعتقد أن سكوت كان سيوافق على قرار الإبقاء على رايت في معسكر القاعدة. كان ديمتري هو من سيرافق تشيري جارارد.
في كتابه «أسوأ رحلة» عام 1922، ذكر تشيري جارارد التعليمات الشفهية المثيرة للجدل التي أصدرها أتكينسون. كان عليه أن يسافر إلى مستودع ون تون ديبوت في أسرع وقتٍ ممكنٍ، حيث كان عليه أن يترك الطعام للفريق القطبي العائد. إذا لم يكن سكوت قد وصل قبله، فينبغي على تشيري جارارد أن يقرر «ماذا يفعل». وأكَّد أتكينسون أيضًا على أن هذا لم يكن فريق إنقاذ، وأضاف أن سكوت أعطى تعليمات بأن الكلاب «لا يجب المخاطرة بها تحسبًا لخطط التزلج بالموسم المقبل». في الطبعة القياسية من كتابه، حذف تشيري جارارد أي إشارة لطلب سكوت بأن تتم مقابلته عند 82° درجة أو 82°30' درجة في 1 مارس. ولكن بعد وفاة أتكينسون والسيدة سكوت في عامي 1929 و1947 على التوالي، أقر تشيري جارارد في حاشية أضيفت لطبعته المنشورة بشكل خاص بعام 1948، بأن سكوت قد أصدر هذا الأمر وقدم أسبابًا لعدم امتثال أتكينسون وعدم امتثاله هو نفسه لاحقًا لهذا الأمر: كان أتكينسون مرهقًا جدًا في بداية شهر فبراير بحيث لم يتمكن من الانطلاق لمقابلة سكوت، كما تعذر الانطلاق في الوقت المناسب بسبب نقص طعام الكلاب في مستودع ون تون ديبوت. تذهب كارين ماي من معهد سكوت للأبحاث القطبية إلى أبعد من ذلك حيث تفترض أن التعليمات بشأن الإبقاء على الكلاب للموسم التالي كانت من تأليف أتكينسون نفسه.
غادر تشيري جارارد هت بوينت مع ديمتري وفريقين من الكلاب في 26 فبراير، ليصلوا إلى مستودع ون تون ديبوت في 4 مارس ويودعوا الحصص الغذائية الإضافية. ولم يكن سكوت هناك. مع توفر الإمدادات لأنفسهم وللكلاب لمدة أربعة وعشرين يومًا، كان لديهم حوالي ثمانية أيام من الوقت قبل الاضطرار إلى العودة إلى هت بوينت. وكان الخيار البديل للانتظار هو التحرك جنوبًا لمدة أربعة أيام أخرى. وأي سفر يتجاوز تلك المدة مع عدم وجود مستودع طعام الكلاب يعني أنهم سيضطرون إلى قتل الكلاب من أجل إطعام الكلاب أثناء سيرهم، وبالتالي مخالفة تعليمات أتكينسون بأن «الكلاب لا يجب المخاطرة بها». قال تشيري جارارد إن الطقس كان سيئًا للغاية ولا يصلح للاستمرار في السفر، حيث انخفضت درجات الحرارة أثناء النهار إلى -37 درجة فهرنهايت (-38 درجة مئوية)، وأنه قد يفوته لقاء سكوت إذا غادر المستودع، وبالتالي قرر انتظار سكوت. في 10 مارس، في ظل سوء الأحوال الجوية وتناقص الإمدادات الخاصة به، عاد تشيري جارارد إلى منزله. في هذه الأثناء، كان فريق سكوت يقاتل من أجل حياته على بعد أقل من 70 ميلاً (113 كم). كتب أتكينسون لاحقًا، «أنا مقتنع بأنه لم يكن بإمكان أي ضابط آخر في البعثة القيام بأفضل من ذلك». ظل تشيري جارارد منزعجًا لبقية حياته من الأفكار التي تراوده بأنه ربما كان بإمكانه اتخاذ إجراءات أخرى يمكن أن تنقذ الفريق القطبي.

### جهود الإغاثة النهائية لأتكينسون
عندما عاد تشيري جارارد من مستودع ون تون ديبوت بدون فريق سكوت، زادت المخاوف. قرر أتكينسون، الذي أصبح المسؤول الآن في كيب إيفانز بصفته أكبر الضباط البحريين الموجودين، القيام بمحاولة أخرى للوصول إلى الفريق القطبي عندما سمح الطقس بذلك، وفي 26 مارس انطلق مع كيوهان، لسحب زلاجةٍ بالقوة البشرية تحتوي على مؤن تكفي لمدة 18 يومًا. وفي ظل درجات الحرارة المنخفضة للغاية (-40 درجة فهرنهايت (-40 درجة مئوية))، وصلوا إلى معسكر الزاوية بحلول 30 مارس، عندما كان يستحيل، من وجهة نظر أتكينسون، تحقيق مزيد من التقدم جنوبًا بسبب الطقس والبرد في ذلك الوقت من العام. كتب أتكينسون «كان لدي شعور يقيني داخل عقلي بأن الفريق القطبي قد لقي حتفه».

## فريق البحث (أكتوبر 1912)
انتظر أفراد البعثة الباقون الذين ما زالوا في كيب إيفانز خلال فصل الشتاء، لمواصلة أعمالهم العلمية. في الربيع، كان على أتكينسون أن يفكر فيما إذا كان ينبغي توجيه الجهود أولاً لإنقاذ فريق كامبل الشمالي، أو لتحديد مصير الفريق القطبي إن أمكن. وبعد اجتماعٍ ضم المجموعة بأكملها، قرروا أنه يجب عليهم البحث أولاً عن علاماتٍ لسكوت. انطلق الفريق في 29 أكتوبر، برفقة فريق من البغال التي أُنزلت من تيرا نوفا أثناء زيارة إعادة التموين في الصيف الماضي. في 12 نوفمبر، عثر الفريق على الخيمة وكانت تحتوي على جثث سكوت وويلسون وباورز المتجمدة، على بعد 11 ميلاً (18 كم) جنوب مستودع ون تون ديبوت. قرأ أتكينسون الأجزاء ذات الصلة من مذكرات سكوت والتي كشفت عن طبيعة الكارثة. بعد جمع المذكرات والمتعلقات الشخصية والسجلات، انهارت الخيمة فوق الجثث ونُصبت كومة من الثلج، يعلوها صليب مصنوع من زلاجات غران. اتجه الفريق جنوبًا للبحث عن جثة أوتس، لكنه لم يعثر إلا على كيس نومه. في 15 نوفمبر، قاموا بنصب كومة أخرى بالقرب من المكان الذي اعتقدوا أنه مات فيه.
عند عودته إلى هت بوينت في 25 نوفمبر، وجد فريق البحث أن الفريق الشمالي قد أنقذ نفسه وعاد بأمان إلى القاعدة. وفي وقت مبكر من صباح يوم 10 فبراير 1913، قام أتكينسون وبنيل بالتجديف إلى ميناء أومارو في نيوزيلندا، ومن هناك أرسلوا رسالة مشفرة إلى وكيل البعثة النيوزيلندي، جوزيف كينزي، لإبلاغه بمصير سكوت وفريقه. وبعد ذلك استقل أتكينسون وبينيل قطارًا للحاق بتيرا نوفا في ليتيلتون بالقرب من كرايستشيرش.

## آثار البعثة الاستكشافية
نظرًا لأن كامبل كان الضابط البحري الأعلى للبعثة، فقد تولى القيادة للأسابيع الأخيرة حتى وصول تيرا نوفا في 18 يناير 1913. قبل المغادرة النهائية، نُصِب صليبٌ خشبيٌّ كبيرٌ على منحدرات تلة أوبسيرفيشن هيل، المطلة على هت بوينت، منقوشًا عليه أسماء الموتى الخمسة واقتباس من قصيدة عوليس للكاتب تينيسون: «لأُكافح وأبحث، لأكتشِف ولا أستسلم».

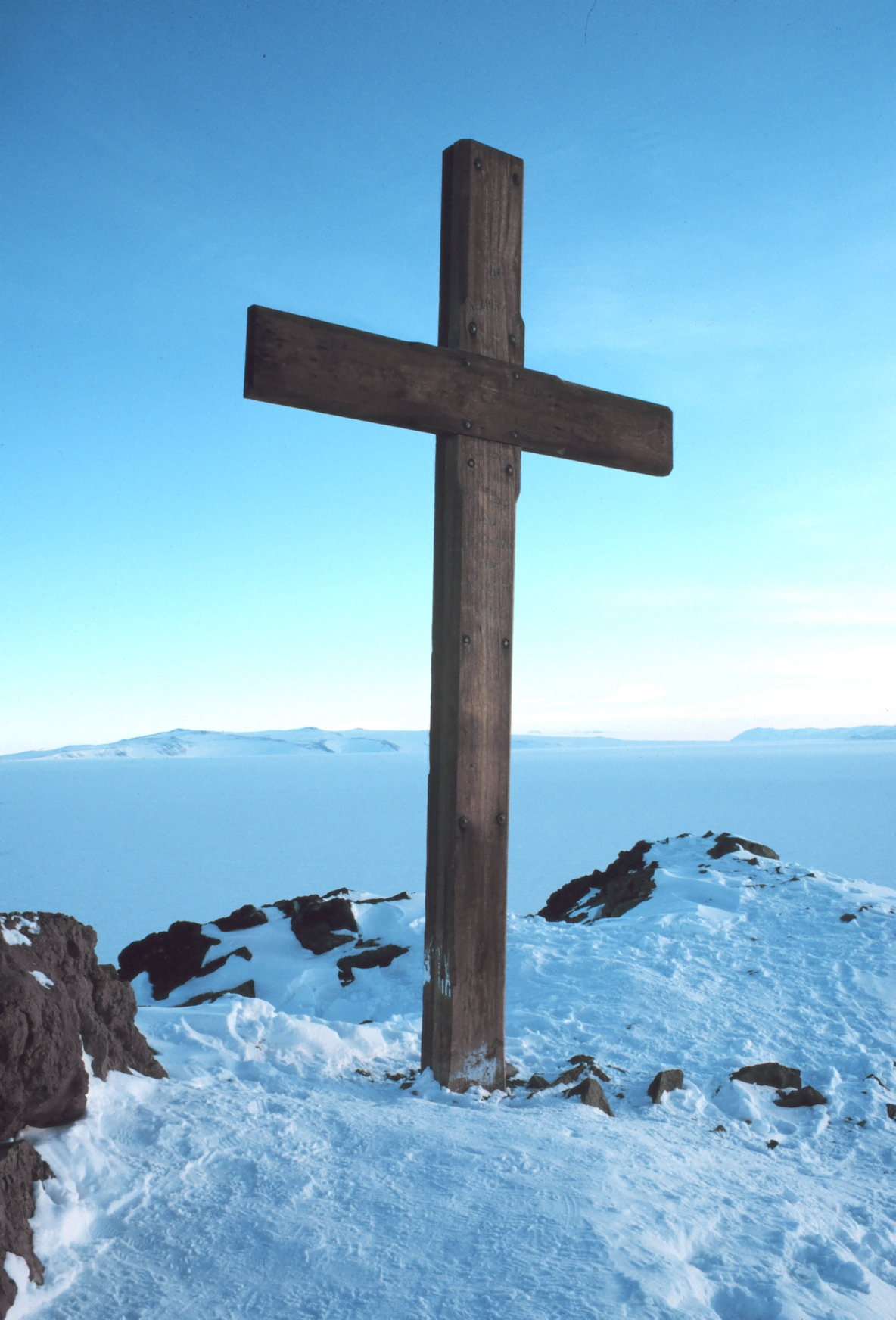
تلة أوبسيرفيشن هيل، المطلة على هت بوينت، حيث نُصب صليب تيرا نوفا التذكاري في يناير 1913

طغى حادث فقدان سكوت وفريقه على كل شيء آخر في أذهان الشعب البريطاني، بما في ذلك إنجاز أموندسن بكونه أول من يصل إلى القطب. ولسنوات عديدة، ظلت صورة سكوت بطلًا تراجيديًّا لا تشوبه شائبة كما هي دون منازع تقريبًا، لأنه على الرغم من وجود خلافات بين بعض الذين كانوا قريبين من البعثة الاستكشافية، بما في ذلك أقارب أولئك الذين لقوا حتفهم، فإن هذا التنافر لم يكن ظاهرًا للعامة. لم يكن هناك تغييرٌ حقيقيٌ في التصورات العامة حتى السبعينات، وهو الوقت الذي مات بحلوله تقريبًا جميع المعنيين مباشرةً بالبعثة الاستكشافية.
اشتعل الجدل مع نشر كتاب «سكوت وأموندسن» لرولاند هونتفورد (1979، أعيد نشره وبثه بالتلفزيون في عام 1985 باسم «آخر مكان على الأرض»). انتقد هونتفورد أسلوب سكوت في القيادة الذي ادعى بأنه استبدادي، وسوء حكمه على الرجال، وألقى باللوم عليه في سلسلة من الإخفاقات التنظيمية التي أدت إلى وفاة الجميع في الفريق القطبي. تأثرت مكانة سكوت الشخصية بهذه الهجمات، وكانت من بين الجهود المبذولة لاستعادة سمعته رواية رانولف فينيس (دحضٌ قويٌ لنسخة هونتفورد)، والتحليل العلمي لسوزان سولومون للظروف الجوية التي أدت إلى هزيمة سكوت في النهاية، وسيرة سكوت لديفيد كرانيس لعام 2005، وتحليل كارين ماي الجديد لأوامر سكوت بأن تقوم فرق الكلاب بنقل فريقه العائد بسرعة إلى معسكر القاعدة، والتي جرت مخالفتها.
عند مقارنة إنجازات سكوت وأموندسن، يوافق عمومًا معظم مؤرخو المناطق القطبية على أن مهارات أموندسن مع التزلج والكلاب، ومعرفته العامة بظروف الجليد، وتركيزه الواضح على القيام برحلة استكشافية غير علمية أعطته مزايًا كبيرةً في السباق للقطب. يسرد حكم سكوت على الكارثة التي اجتاحت فريقه، والذي كتبه عندما كان على وشك الموت، الخسارة الأولية لنقل المهور، والظروف الجوية، و«نقص الوقود في مستودعاتنا الذي لا يمكنني تفسيره»، ومرض إيفانز وأوتس، لكن سكوت توصل في النهاية إلى أن «انهيارنا يرجع بالتأكيد إلى الظهور المفاجئ للطقس القاسي عند الحاجز -30 درجة فهرنهايت (-34 درجة مئوية) في النهار، و-47 درجة فهرنهايت (-44 درجة مئوية) في الليل». من المفترض أنه فيما يتعلق بمقابلة فرق الكلاب التي كان من المقرر أن تكون في 1 مارس 1912 ولكن لم تتم، كتب سكوت مضيفًا «لا يمكن إلقاء اللوم على أحد وآمل ألا يحاول أحد الإيحاء بأننا كنا نفتقر إلى الدعم». يلاحظ تشيري جارارد، الذي عيّنه أتكينسون مسؤولاً عن فرق الكلاب التي تأخرت في الانطلاق، والذي لم يتمكن من مقابلة سكوت وعاد إلى الديار، أن «الأمر برمته تكتنفه ببساطة الكثير من «الافتراضات»؛ فهي مجموعة من القرارات والظروف التي ربما وقعت بشكل مختلف، أدت في النهاية إلى كارثة. لكن «كنا على نفس القدر من الحكمة التي يمكن أن يكون عليها أي شخص قبل الحدث»».
بعد 31 عامًا، وبعد تعرض سفينة تيرا نوفا لأضرارٍ لا يمكن إصلاحها أثناء نقل الإمدادات إلى المحطات القاعدية في جرينلاند، اشتعلت النيران في السفينة ثم غرقت لاحقًا بعد إطلاق النار قبالة الساحل الجنوبي لجرينلاند في 13 سبتمبر 1943، عند 60°15′15″N 45°55′45″W / 60.25417°N 45.92917°W، وعُثر على بقايا السفينة المغمورة في عام 2012.

## الإرث العلمي
طغت وفاة سكوت وفريقه على المساهمات العلمية للبعثة، فقد قام العلماء الـ 12 الذين شاركوا في الفريق - وهو أكبر فريقٍ علميٍّ يُرسل إلى القطب الجنوبي في ذلك الوقت - باكتشافاتٍ مهمّةٍ في علم الحيوان وعلم النبات والجيولوجيا وعلم الجليد والأرصاد الجوية. عادت تيرا نوفا إلى إنجلترا مع أكثر من 2100 نباتٍ وحيوانٍ وأُحْفُورَة، وكان ما يزيد على 400 منها بمثابة اكتشافاتٍ علميّةٍ جديدةٍ. دعم اكتشاف النبات الأحفوري سرخس لساني- الذي عُثر عليه أيضًا في أستراليا ونيوزيلندا وأفريقيا والهند - الأفكار القائلة بأن مناخ القارة القطبية الجنوبية كان دافئًا في السابق بقدر ما يكفي لنمو الأشجار، وأن القارة القطبية الجنوبية كانت في يومٍ ما متصلة بالمساحات اليابسة الأخرى قبل الرحلة الاستكشافية، لم تُجرَ دراسةٌ للأنهار الجليدية إلّا في أوروبا. كانت بيانات الأرصاد الجوية التي جُمعت هي أطول سجلٍ غير منقطعٍ للطقس في أوائل القرن العشرين، حيث قدمت خطوط الأساس للتقييمات الحالية لتغير المناخ. في عام 1920، أسس الجغرافي السابق في تيرا نوفا، فرانك دبنهام، والجيولوجي ريموند بريستلي، معهد سكوت للأبحاث القطبية في جامعة كامبريدج، والذي يضم أكبر مكتبة للأبحاث القطبية.

## وصلات خارجية
- معلومات حول بعثة تيرا نوفا على موقع south-pole.com.
- العديد من الصور حول بعثة تيرا نوفا على موقع coolantarctica.com .
- كوخ سكوت، منظر داخلي بزاوية 360 درجة لكوخ الرحلة الاستكشافية في خليج إيفانز على خرائط Google.